# FNN仙台放送スーパータイム
『FNN仙台放送スーパータイム』（エフエヌエヌ せんだいほうそうスーパータイム）は、1988年4月1日から1997年3月30日まで仙台放送で放送された夕方のローカルワイドニュース番組のタイトル（『FNNスーパータイム』の宮城県ローカル扱い）。

## 概要
前番組『FNN仙台放送イブニングニュース』を、フジテレビおよびFNN系列各局（一部除く）放送番組のタイトルに合わせて改題した番組。
後番組は『FNN仙台放送ザ・ヒューマン』。

## 放送時間
- 月曜日 - 金曜日 18:00 - 19:00、土曜日 18:00 - 18:30、日曜日 17:30 - 18:00 （1988年4月1日 - 1997年3月30日）

## 歴代キャスター
| 期間      | 期間      | 男性     | 女性       |
| --------- | --------- | -------- | ---------- |
| 1988.4.1  | 1989.9.29 | 柴山光由 | （不在）   |
| 1989.10.2 | 1991.9.27 | 柴山光由 | 小林央子   |
| 1991.9.30 | 1993.4.2  | 柴山光由 | 秋山美紀   |
| 1993.4.5  | 1997.3.28 | 柴山光由 | 菅原美千子 |

## スポーツキャスター
- 佐藤拓雄
- ほか

| 仙台放送（FNN） 平日・週末夕方の仙台放送ニュース | 仙台放送（FNN） 平日・週末夕方の仙台放送ニュース | 仙台放送（FNN） 平日・週末夕方の仙台放送ニュース |
| 前番組                                           | 番組名                                           | 次番組                                           |
| ------------------------------------------------ | ------------------------------------------------ | ------------------------------------------------ |
| FNN仙台放送イブニングニュース                    | FNN仙台放送スーパータイム                        | FNN仙台放送ザ・ヒューマン                        |